# Konowata
Konowata (jap. 海鼠腸) – potrawa kuchni japońskiej w postaci marynowanych w soli wnętrzności ślimaka (ogórka) morskiego, zwanego namako. Serwowana zazwyczaj jako zakąska do alkoholu, z dodatkiem tartej skórki yuzu lub rzodkwi daikon. W okresie Edo była zaliczana do trzech najbardziej wyszukanych specjałów, zwanych chinmi.